# XXVIIIe dynastie égyptienne

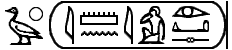
Cartouche d'Amyrtaeus Sa-Ra.

La XXVIIIe dynastie de l'Égypte antique ne compte pour seul souverain qu'Amyrtée.
Descendant des Saïtes de la XXVIe dynastie, il mène contre les occupants perses de la XXVIIe dynastie une révolte qu'il remporte à la mort du roi Darius II. Aucun monument de son règne n'ayant été retrouvé pour l'instant, on sait relativement peu de chose sur cette période très courte.

## Pharaon de laXXVIIIedynastie
- Amyrtée (-404 à -398).